# Joël Daydé
Pour les articles homonymes, voir Daydé (homonymie).
Joël Daydé, né le 15 mars 1947 à Paris, est un chanteur et musicien  français.
Évoluant entre le rock et la chanson française, doté d'une voix rauque gutturale et puissante, taillée pour le blues, il a souvent été comparé à Joe Cocker ou Roger Chapman.

## Biographie
Après une scolarité sans histoires, Joël Daydé apprend seul la guitare - en autodidacte -, puis participe à divers groupes, les Polaris, les Safaris, les Tombes, les Balthus, avant d'intégrer La Question qui, par la suite, prendra le nom de Zoo en 1969. Après un passage au festival d'Amougies et à l'Olympia (en première partie de Family et des Moody Blues) et la sortie de l'album éponyme ZOO (Riviera 521 118), Joël quitte le groupe en 1970.
En février 1971, il sort son premier album intitulé J'aime (Riviera 521.160T), enregistré avec, notamment, Claude Engel. Malgré de très bonnes critiques dans la presse spécialisée, le disque ne décolle pas, pas plus que le 45 tours (simple) Can I Live My Life qui en est issu, nonobstant la promotion faite par José Artur, qui le choisira comme générique de son émission quotidienne, Le Pop-Club,  sur France Inter.  Le 45 tours suivant contient une reprise de Paperback Writer des Beatles. Le magazine Extra, dont il fait la couverture, lui consacre deux pages et annonce la sortie d’un autre 45 tours pour la rentrée 1971, enregistré près de Londres aux Olympic Studios (où enregistrent les Beatles et les Rolling Stones). 
Ce sera Mamy Blue. Sa version devient un tube international qui se place dans le trio de tête des ventes en France et dans plusieurs pays à l'automne 1971.

## Discographie

### Albums
- 1969 : ZOO (avec Zoo)
- 1970 : J'aime
- 1972 : White Soul

- 1972 :  Comédie musicale Jésus-Christ Superstar
- 1976 : Ballades
- 1977 : HLM Blues
- 1995 : Spleen Blues

### 45 tours
- 1969 : Memphis Train / Rythm And Boss (avec Zoo)
- 1970 : Can I Live My Life / You Got Freedom
- 1971 : Only A Man / Paperback Writer
- 1971 : Mamy Blue / Great Love
- 1971 : Jesahel / A Better Place
- 1972 : Jamais Marché / Un Jour Je Sais
- 1972 : Do It Now / Them
- 1973 : Laissez-Moi Seul (version française de Vado Via) / HLM Blues
- 1973 : She Didn't Remember My Name (version anglaise de Vado Via) / Suburban Blues
- 1973 : What A Way To Go / Lydia
- 1974 : Je Me Fais La Valise / J'Ai Le Temps De Penser A Toi
- 1975 : Mary Springfield / Keep Rocking In Your Rocking Chair
- 1976 : Les Matins De Pluie / J'Ai Le Temps De Penser A Toi
- 1977 : J'En Ai Marre Du Quotidien / Histoires De Petites Bulles
- 1977 : HLM Blues / J'ai pas l'moral
- 1978 : Tout Craque / Dingue De T'Aimer
- 1980 : Mamaé / Paris La Nuit
- 1981 : Les Petits Roberts / Qu'Est-Ce Que Tu Fais Par Amour
- 1985 : Donne, Donne, Donne / Six Cordes (sorti seulement en promo)
- 1990 : Mamy Blue (version longue) Mamy Blue / Bâton De Rouge (Maxi 45 tours)